# Digrafija
Digrafija se odnosi na upotrebu dva (dvoznačna) ili više (više-znakovnih) abeceda ili slova unutar jednog jezika.
Digrafija može biti sinkrona (simultana), što znači da se dva ili više slova koriste istovremeno ili dijahrono, što znači da su korištena i mijenjana u različito vrijeme, na primjer, da je jedno slovo zamijenilo drugo u nekom povijesnom trenutku.